# Serie B 2018-2019 (pallanuoto maschile)
Il torneo di Serie B 2018-2019 è stato disputato da 40 squadre, suddivise in quattro gironi da 10 squadre. 
Alla successiva fase play-off hanno partecipato le prime quattro di ciascun girone:
Girone 1: Rari Nantes Arenzano, 'L.Locatelli' Genova, Pallanuoto Lerici, CN Sestri
Girone 2: San Donato Metanopoli, Pallanuoto Varese Olona, Pallanuoto Bergamo, Cus-GEAS Milano
Girone 3: Tuscolano, Zero9, Rari Nantes Frosinone, San Mauro Nuoto
Girone 4: Etna Waterpolo, RN Palermo, CUS Palermo, Acese
Arenzano, Metanopoli, Tuscolano e Zero9 hanno vinto i propri spareggi, venendo così promosse in Serie A2.
In serie C sono retrocesse le ultime di ciascun girone: Pallanuoto Firenze, Promogest Quartu Sant'Elena, Rari Nantes Napoli e Cosenza Nuoto, oltre alle quattro squadre uscite sconfitte dagli spareggi play-out: Tyrsenia SC, Mestrina, Vigevano e Swim Academy

## Squadre partecipanti
| Promosse in A2                                                 | Squadre partecipanti | Squadre partecipanti |
| -------------------------------------------------------------- | --- | --- |
| - Arenzano - San Donato Metanopoli - SC Tuscolano - Zero9 Roma | Girone 1 - Chiavari - Arenzano - Dinamica Torino - Firenze - Vigevano Nuoto - Lerici Sport - 'L.Locatelli' Genova - Rapallo - CN Sestri - Imperia Girone 2 - Bergamo - Metanopoli - Pallanuoto Como - GEAS - Promogest - Mestrina Nuoto - Modena - NC Monza - Varese Olona - Reggiana Nuoto | Girone 3 - Zero9 Roma - Basilicata 2000 - RN Frosinone - San Mauro Nuoto - CC Lazio Waterpolo - RN Napoli - Jesina Pallanuoto - Tyrsenia SC - Villa York SC - SC Tuscolano Girone 4 - Swim Academy - Cosenza - CUS Palermo - Etna Waterpolo - Polisportiva Acese - Waterpolo Catania - Pallanuoto Oasi Salerno - Waterpolo Bari - Waterpolo Palermo - Rari Nantes Palermo 89 |